# Герб Медыни
Герб городского поселения «город Медынь» районного центра Медынского района Калужской области Российской Федерации.
Герб утверждён решением № 65 Городской Думы городского поселения «Город Медынь» 11 октября 2006 года.
Герб внесён в Государственный геральдический регистр Российской Федерации с присвоением регистрационного номера 2653.

## Описание герба
«В лазури шестнадцать золотых пчёл: четырежды по четыре».

Герб может воспроизводиться в двух равно допустимых версиях: без короны и со статусной территориальной короной установленного образца. Версия герба со статусной территориальной короной применяется после принятия Геральдическим советом при Президенте Российской Федерации порядка включения в гербы муниципальных образований изображения статусных территориальных корон.

## Символика герба
Герб гласный, поскольку название продукта вырабатываемого пчелой — мёд, указывает на название города. За основу современного герба города Медынь взят исторический герб уездного города Медынь, утверждённый 10 марта 1777 года подлинное описание, которого гласит:

«Голубой щитъ, насеянный златыми пчелами, изъявляющій, какъ обильство въ оныхъ, въ окружностяхъ сего города и самое наименованіе онаго».

Лазурь (голубой) в геральдике — символ чести, славы, преданности, истины, красоты, добродетели и чистого неба.
Золото — символ, богатства, величия, прочности, интеллекта и прозрения.

## История герба
В 1776 село Медынское было преобразовано в уездный город Медынск Медынского уезда Калужского наместничества.
Герб Медыни был Высочайше утверждён 10 (21) марта 1777 года императрицей Екатериной II вместе с другими гербами городов Калужского наместничества (ПСЗ, 1777, Закон № 14596)
В 1859 году, в период геральдической реформы Кёне, был разработан проект нового герба Медыни, (официально не утверждён):
«В лазоревом щите 3 золотые пчелы: 2 и 1. В вольной части герб Калужской губернии. Щит увенчан серебряной стенчатой короной и окружён золотыми колосьями, соединёнными Александровской лентой».

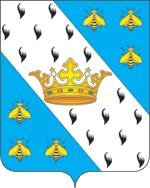
Герб Медынского района (2006 год)

На основе герба Медыни был разработан герб муниципального образования «Медынский район» Калужской области, утверждённый решением районного Собрания 10 февраля 2006 года.
Исторический герб Медыни (1777 года) был реконструирован Союзом геральдистов России.
Авторы реконструкции герба: идея — Константин Мочёнов (Химки); компьютерный дизайн — Галина Русанова (Москва).